# 上卡斯塔内
上卡斯塔内（法語：Castanet-le-Haut，法語發音：[kastanɛ lə o]）是法国埃罗省的一个市镇，属于贝济耶区。

## 地理
上卡斯塔内（43°40'5"N, 2°58'18"E）面积27.55 平方千米，位于法国奧克西塔尼大區埃罗省，该省份为法国南部沿海省份，南濒地中海，西南接奥德省，西北接塔恩省和阿韦龙省，东北与加尔省接壤。
与上卡斯塔内接壤的市镇（或旧市镇、城区）包括：圣热涅德瓦朗萨、康邦和萨尔韦格、罗西、杜尔杜河畔阿尔纳克、梅拉格、韦布尔河畔米拉。

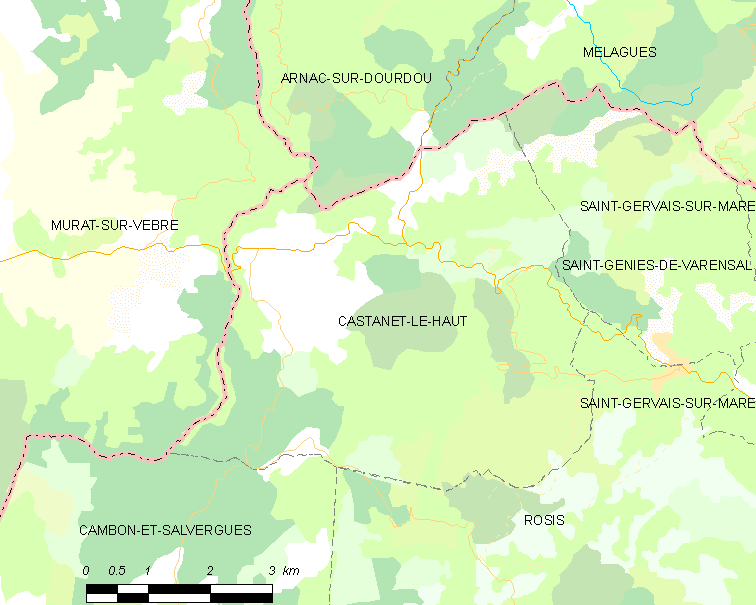
上卡斯塔内的OSM定位图

上卡斯塔内的时区为UTC+01:00、UTC+02:00（夏令时）。

## 行政
上卡斯塔内的邮政编码为34610，INSEE市镇编码为34055。

## 政治
上卡斯塔内所属的省级选区为圣庞斯德托米耶尔县、埃罗省第五选区。

## 人口

1962-2008年间上卡斯塔内人口变化图示

上卡斯塔内于2022年1月1日时的人口数量为224人。